# کنان کوچاک
کنان کوچاک (انگلیسی: Kenan Koçak؛ زادهٔ ۵ ژانویهٔ ۱۹۸۱) بازیکن فوتبال اهل ترکیه است.
از باشگاه‌هایی که در آن بازی کرده‌است می‌توان به باشگاه فوتبال ردبول زالتسبورگ اشاره کرد.